# Концевич Іван Михайлович
Іван Михайлович Концевич (19 жовтня 1893, Полтава — 6 липня 1965, Сан-Франциско) — богослов, історик церкви, інженер.

## Біографія
Народився в м. Полтава. Там само закінчив гімназію. Після 4-го курсу Харківського університету вступив у Добровольчу армію, був поранений. Після розгрому Білого руху (див. Білий рух в Україні) разом з вояками Російської армії генерал-лейтенанта П.Врангеля перебував у м. Галліполі (нині м. Геліболу, Туреччина), закінчив там Військово-інженерне училище. Працював на будіництві тунелю в Болгарії. Тривалий час жив у Франції, тоді ж отримав диплом фізико-математичного факультету Сорбонни. 1935 одружився з О.Карцевою, племінницею церковного письменника С.Нілуса. 1948 закінчив Свято-Сергіївський православний богословський інститут у Парижі. Написав кандидатську дисертацію на тему: «Стяжание Духа Святого в путях древней Руси» і видав її 1952. У цьому ж році переїхав до США, викладав там патрологію, російську мову та літературу. Написав кілька книг і значну кількість статей на богословські теми.
Помер у м. Сан-Франциско (штат Каліфорнія, США).